# 凱薩萬歲！
是一部2016年美國喜劇片，為喬·柯恩與伊森·柯恩執導、監製和編劇。由喬許·布洛林、喬治·克隆尼、史嘉蕾·喬韓森、蒂達·史雲頓、艾登·艾倫瑞克、雷夫·范恩斯、喬納·希爾、法蘭絲·麥杜雯和查尼·塔圖主演。
電影最初於2004年開始發想，背景設定於1920年代的古羅馬話劇故事，而後來改成1950年代。但此項目被柯恩兄弟擱置，直到2013年底才再度提及正在發展中。該項目於2014年5月被證實發展，並於2014年11月在美國加利福尼亞州的洛杉磯開拍。《凱薩萬歲！》定於2016年2月5日在美國上映，且還成為2016年2月11日的第66屆柏林影展開幕片。

## 劇情
故事設定於1950年代，描述艾迪·曼尼斯是好萊塢「問題化解人」（fixer），工作是協助防止演員的醜聞被揭露出和處理電影製作方面的爛攤子。主要敘述電影《凱薩萬歲》的主演貝爾德遭到一群名為「The Future」的人綁架，使得曼尼斯需要湊到10萬美元來救回他。

## 演員
- 喬許·布洛林 飾 艾迪·曼尼斯（Eddie Mannix）：電影公司的問題化解人（英语：Fixer (journalism)）[2][3]。
- 喬治·克隆尼 飾 貝爾德·惠特洛克（Baird Whitlock）：知名巨星和《凱薩萬歲》的男主角[4]。
- 艾登·艾倫瑞克 飾 霍比·道爾（Hobie Doyle）：演員和曼尼克斯的客戶之一[5][6]。
- 雷夫·范恩斯 飾 勞倫斯·羅佩茲（Laurence Lorenz）：電影導演[7]。
- 喬納·希爾 飾 喬瑟夫·希爾夫曼（Joseph Silverman）[8][5]
- 史嘉蕾·喬韓森 飾 狄安娜·莫蘭（DeeAnna Moran）：在電影開拍前突然懷孕的女星[8][5]。
- 法蘭絲·麥杜雯 飾 C·C·卡漢（C.C. Calhoun）：電影剪輯[6][9]。
- 蒂達·史雲頓 飾 索拉和莎莉·薩克爾（Thora and Thessaly Thacker）[10]
- 查尼·塔圖 飾 伯特·格尼（Burt Gurney）：演員和曼尼克斯的客戶之一[10][11]。
- 克里斯多夫·藍伯特 飾 艾恩·史利斯山姆（Arne Slessum）
- 派屈克·費雪勒（英语：Patrick Fischler） 飾 班奈狄克（Benedict）：共產主義編劇[12]。
- 杜夫·朗格 飾 蘇聯的潛艇指揮官[13][14]

## 發行
電影由環球影業定於2016年2月5日在美國上映。

### 評價
電影上映後，獲得了兩極的評價。爛番茄新鮮度85%，基於291條評論，平均分為7.2/10，而觀眾評價僅獲得45%，Metacritic得分72，代表「普遍好評」。據CinemaScore調查，觀眾從A+至F間給了「C-」的平均分數，儘管收穫多數影評人的好評，但普遍不受觀眾青睞。

### 票房
《凱薩萬歲！》於2016年2月5日在北美與《傲慢與偏見與殭屍》、《愛情的選擇》同時上映。週四晚上獲得54萬3000美元的票房。

## 外部連結
- 互联网电影数据库（IMDb）上《凱薩萬歲！》的资料（英文）
- Box Office Mojo上《凱薩萬歲！》的資料（英文）
- 爛番茄上《凱薩萬歲！》的資料（英文）
- Metacritic上《凱薩萬歲！》的資料（英文）